# Counter-Strike Online
Counter-Strike Online este un joc tip "first-person shooter", dedicat pieței de jocuri video din Asia. Bazat pe Counter-Strike, a fost dezvoltat de Nexon și publicat in 2008 cu supraveghere de la Valve.

## Prezentare generală
Comparat cu versiunea internațională Counter-Strike, Nexon a făcut câteva modificări:
- Introducerea personajelor feminine
- Adăugarea a multe alte arme
- Noi cosmetice
- Mai multe moduri de joc

## Moduri de joc
Counter-Strike Online a păstrat modurile jocului original și a adăugat mai multe:
- Clasic, bazat pe runde. Echipa care are cele mai multe runde victorioase la sfârșitul meciului câștigă.
- Deathmatch: Jucătorii vor reînvia imediat după moarte.
- Zombie Infection: Jucătorii trebuie să supraviețuiască atacurilor zombie.
- Scenarii: Grupuri de jucători luptă contra inamici controlați de calculator.
- Fun: Moduri facute pentru distracție, cu alterații menite să schimbe radical modul în care se joacă.
- PvPvE: Jucătorii se pot bate intre ei și cu inamici controlati de calculator.

## Continuarea jocului
Pe 5 aprilie 2012, Nexon și Valve au parteneriat, cu scopul de a lansa Counter-Strike Online 2, folosind Source, o versiune mai avansată a GoldSrc. Compania a promis grafici mai bune, fizici avansate și altele. Jocul avea câteva similarități cu predecesorul său, urmând același model de monetizare și având in majoritate aceleași arme. În Decembrie 2013, jocul a fost lansat după o perioadă de testare, dar a fost închis pe 26 Aprilie 2018.

## Monetizare
Jocul folosește microtranzacții procesate de Steam. Jucătorii pot să cumpere puncte cu care pot obține acces la diferite arme speciale sau alterații cosmetice pentru armele favorite. Totuși, aceste arme sunt temporare și expiră după un anumit număr de meciuri jucate.

## Adaptări
- Pe 7 octombrie 2014, Nexon a lansat Counter-Strike Nexon: Zombies, care a fost redenumit la Counter-Strike Nexon: Studio in 2019.